# Георгешти (Мехединци)
Георгешти (рум. Gheorghești) насеље је у Румунији у округу Мехединци у општини Поноареле. Oпштина се налази на надморској висини од 404 m.

## Становништво
Према подацима из 2002. године у насељу је живело 271 становника, од којих су сви румунске националности.